# El Toro TV
 (août 2025).
Si vous disposez d'ouvrages ou d'articles de référence ou si vous connaissez des sites web de qualité traitant du thème abordé ici, merci de compléter l'article en donnant les références utiles à sa vérifiabilité et en les liant à la section « Notes et références ».
El Toro TV est une chaîne de télévision espagnole généraliste appartenant à Sociedad Gestora de Televisión Net TV mais sous contrôle éditorial de Grupo Intereconomía.

## Histoire
La chaîne de télévision apparaît lors de l'acquisition en mai 2005 par le Grupo Intereconomía, des activités de la chaîne Expansión TV ayant cessé sa diffusion quelque temps auparavant et appartenant au Grupo Recoletos. Le président du Grupo Intereconomía, Julio Ariza Irigoyen, voulait ainsi constituer un ensemble médiatique avec d'autres activités comme la Radio Intereconomía.
Intereconomía commence alors sa diffusion en juillet 2005 à travers la même fréquence qu'Expansión TV sur le signal de télévision numérique Veo Televisión et ainsi que sur les plates-formes de télévision numérique payante.
Deux années plus tard, la cession de la chaîne par Veo Télévision en juin 2007 pour faire place à Sony TV, provoque l'arrêt de la diffusion sur la télévision numérique et donc sur une couverture nationale. Elle restera dans cet état jusqu'à son rachat en mars 2008 par la Sociedad Gestora de Televisión Net TV avec une part de détention à hauteur de 25 % prise au Grupo Intereconomía.
Le 11 janvier 2010, une nouvelle chaîne est créée par le Grupo Intereconomía, se nommant Intereconomía Business (désormais Business TV) et regroupant tout le contenu économique que diffusait Intereconomía. Pour sa part, la première chaîne devient entièrement généraliste.
Le 14 mars 2019, Intereconomía change de nom et devient El Toro TV.

### Identité visuelle (logo)

Ancien logo de Intereconomía TV de 2005 à 2010.
Logo de Intereconomía TV de 2012 à 2019.
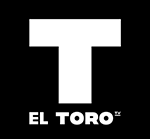
Logo de El Toro TV depuis mars 2019.

## Ligne éditoriale
La ligne éditoriale inclut l'information politique (tendance Parti populaire-Vox, branche conservatrice), religieuse (tendance Civitas : anti-avortement, anti-mariage entre personnes de même sexe...), économique, sportive et sociale (conservatrice...).